# Бременское архиепископство

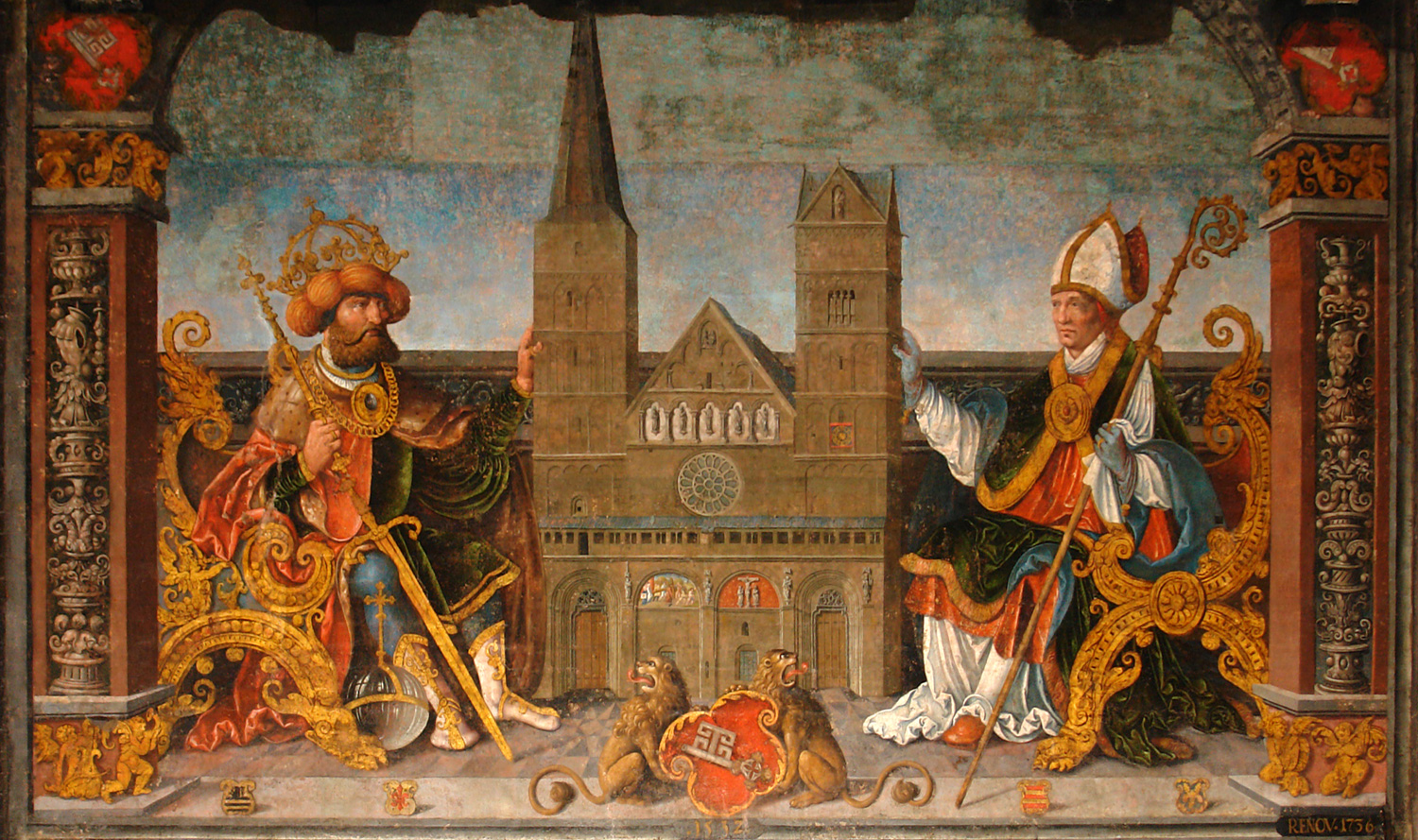
Основание Бременского епископства Карлом Великим и Виллегадом. Роспись главного зала Бременской ратуши кисти Бартоломеуса Брейна-Старшего (1532)

Бре́менское архиепи́скопство (нем. Erzstift Bremen) — историческая римско-католическая епархия (787—1566/1648, нем. Erzbistum Bremen) и образованное на её основе духовное государство Бременское княжество-архиепископство (1180—1648, существовало под другими названиями до 1823 года) в составе Священной Римской империи. Княжество-архиепископство занимало примерно одну треть территории епархии. Город Бремен де-факто с 1186 и де-юре с 1646 годов не входил в состав княжества-архиепископства, но относился к местной архиепархии. Значительная часть княжества-архиепископства расположена к северу от города Бремена, между реками Везером и Эльбой. Некоторые территории княжества-архиепископства в духовном отношении подчинялись соседней Ферденской епархии, составляя 10 % её территории, что вносило ещё больше путаницы в разграничение светской и духовной власти в этом районе.
Сам Ферден также имел двойную принадлежность: к Ферденской епархии (нем. Bistum Verden) и Ферденскому княжеству-епископству (нем. Hochstift Verden). Каждое княжество-епископство имело статус имперской территории (нем. Reichsstand) и было представлено на сейме Священной Римской империи. С 1500 года Бременское княжество-архиепископство входило в Саксонский имперский округ (позднее — Нижнесаксонский; нем. Sächsischer или нем. Niedersächsischer Kreis) — административную единицу Империи. Ферденское княжество-епископство при этом входило в Нижнерейнско-Вестфальский округ (нем. Niederrheinisch-Westfälischer Kreis) и отправляло своего представителя на Сейм. Даже в случае если два княжества-епископства управлялись в рамках личной унии, для сохранения двух мест в Сейме они никогда не объединялись в реальную унию. Это справедливо также и по отношению к объединённому герцогству Бременско-Ферденскому (нем. Herzogtümer Bremen und Verden или официально нем. Herzogtum Bremen und Fürstentum Verden), которое возникло в 1648 году из двух секуляризованных княжеств-епископств.

## История

Архиепископство Бременское в 1250 г.

Из-за постоянной борьбы за расширение территории или привилегий и связанного с этим снижением обороноспособности множество документов было полностью фальсифицировано, подделано или датировано задним числом для подтверждения чьих-либо доводов. Эти фальсификации по сути скрыли от нас раннюю историю архиепархии Гамбургской и Бременской.

### Архиепархия до приобретения государственности
Основание епархии относится к периоду миссионерской деятельности Виллегада в нижнем течении Везера. Она была основана 15 июля 787 года в Вормсе по инициативе Карла Великого на землях саксов по обоим берегам Везера от устья Аллера, на севере ограничиваясь Эльбой, на западе — Хунте, и на землях фризов на некотором отдалении от устья Везера.
Виллегад в качестве свой резиденции выбрал Бремен, но официальное учреждение епархии, сохранившей прежние границы, произошло лишь после подчинения саксов в 804—805 годах, когда ученик Виллегада Виллерих был посвящён в епископы Бременские. В то время епархия, возможно, подчинялась архиепископам Кёльнским, так как позднее в Кёльне именно этим доказывали своё превосходство над Бременским архиепископством. После смерти епископа Людериха (838—845) епархию возглавил Ансгар, при котором она потеряла свою независимость и была присоединена к Гамбургской архиепархии.
Новая объединённая архиепархия рассматривалась как опорный пункт миссионерской работы в скандинавских странах, где вновь создаваемые епархии должны были ей подчиняться. Преемник Ансгара Римберт, «второй апостол Севера», столкнулся с мощными нападениями норманнов и вендов, а также новыми притязаниями Кёльна на превосходство.
Подстрекаемый архиепископом Адальгаром (888—909) папа Сергий III подтвердил объединение Бременской епархии и Гамбургской архиепархии в архиепархию Гамбургскую и Бременскую, тем самым отказав Кёльну в присоединении Бремена. Сергий запретил капитулу гамбургского собора самостоятельно основывать викарные епархии.
После того как ободриты разрушили Гамбург в 983 году, гамбургский капитул был распущен. Тогда архиепископ Унван назначил новый капитул, состоявший из двенадцати каноников, которые поровну выбирались из бременского соборного капитула, церковных общин Бюккена, Харзефельда и Рамельсло.
В 1139 году архиепископ Адальберо, спасшись от вторжения графа Рудольфа II Штаде и пфальцграфа Фридриха II Заксена, разрушивших Бремен, обосновался в Гамбурге и к 1140 году назначил новых каноников в капитул.

### Территория Бременской епархии и викарных епархий

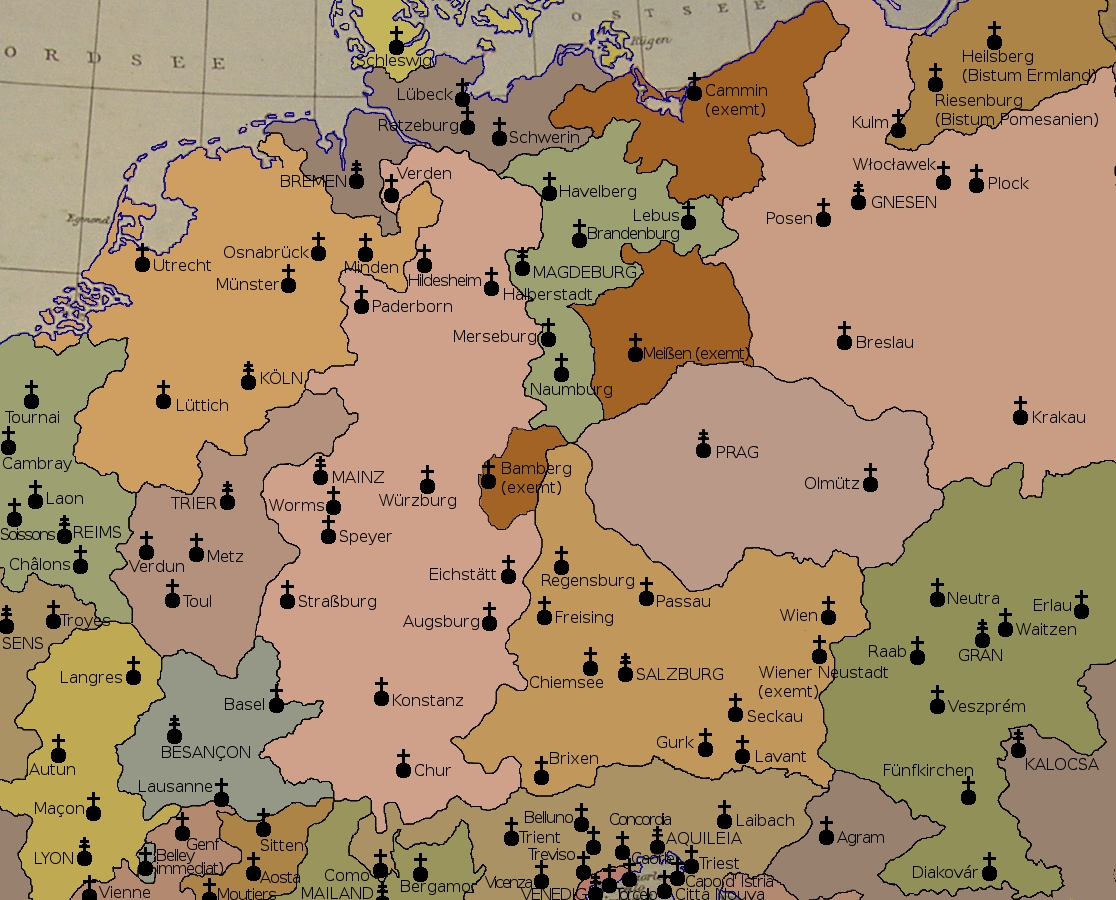
Бременская митрополия (тёмно-серая область) с тремя оставшимися викарными епархиями около 1500 г., после потери скандинавских викарных епархий Бремена

Территория Гамбургско-Бременской епархии включала в себя современные территории: бременские города Бремен и Бремерхафен, Свободный ганзейский город Гамбург (к северу от Эльбы), нижнесаксонские районы Аурих (северная часть), Куксхафен, Дипхольц (северная часть), Фрисландия, Нинбург (западная часть), Ольденбург (восточная часть), Остерхольц, Ротенбург (северная часть), Штаде (кроме полосы земли на востоке), Везермарш, Виттмунд, нижнесаксонские города Дельменхорст и Вильгельмсхафен, шлезвиг-гольштейнские районы Дитмаршен, Пиннеберг, Рендсбург-Эккернфёрде (южная часть), Зегеберг (восточная часть), Штайнбург, Штормарн (восточная часть), шлезвиг-гольштейнские города Киль и Ноймюнстер.
Архиепархия Гамбургская и Бременская достигла своего наивысшего расцвета и позднее, при архиепископе Адальберте Гамбурге (1043—1072), попала в сложнейшее положение. Он правил после того, как Гамбург-Бремен получил статус Патриархата Севера, и полностью утратил былое влияние. Гамбург перестал упоминаться в названии архиепархии. Следующие два архиепископа — Лимар и Гумберт — были решительными противниками папы римского Григория VII.
При Григории VII в 1104 году бременская викарная Лундская епархия (Швеция) повысила свой статус до архиепархии, контролирующей все остальные скандинавские викарные епархии Бремена: Орхусскую, Далбинскую, Фарерских островов, Гардарскую (Гренландия), Оденсскую, Рибскую, Роскилльскую, Виборгскую, Вестервигскую (Дания), Линчёпингскую, Скарскую, Стренгнесскую, Уппсальскую, Вестеросскую, Векшёскую (Швеция), Оркнейскую (Великобритания), Ослонскую, Сельскую, Тронхеймскую (Норвегия), Шлезвигскую (Германия) и Скалхольтскую (Исландия).
Оставшиеся викарные епархии Бремена существовали в то время лишь формально, так как восставшие венды ликвидировали так называемые вендские епархии Ольденбургскую и Любекскую, Ратцебургскую и Шверинскую, которые были восстановлены позднее. При распаде герцогства Саксонии (VII в. — 1180) в 1180 году все эти викарные епархии получили на своих духовных территориях статус имперских княжеств-епископств. При этом немного позднее была основана новая викарная епархия Бремена — Ливонская (1186—1255) с центром в Икскюле и Риге.

### Бременское княжество-архиепископство с 1180 года как имперская территория

#### Становление имперского княжества-архиепископства
В 1180 году император Священной Римской империи Фридрих I Барбаросса одержал победу над герцогом Саксонским и Баварским Генрихом III Львом при помощи союзников, многие из которых являлись вассалами и бывшими сторонниками герцога — его двоюродного брата по отцу,— и лишил Генриха Льва его герцогств. В 1182 году тот покинул Штаде и отправился в ссылку из Священной Римской империи к своему тестю Генриху II Английскому вместе с женой Матильдой Плантагенет, сестрой Ричарда Львиное Сердце и дочерью Алиеноры Аквитанской.
Фридрих I Барбаросса разделил Саксонию на несколько десятков территорий с прямым имперским статусом, передав каждую из них союзникам, завоевавшим их у Генриха Льва и его сторонников. Ранее, в 1168 году саксонскому роду Аскания, союзному Фридриху I Барбароссе, не удалось продвинуть своего представителя — графа Анхальтского Зигфрида — во главу Бременской епархии.
Но в 1180 году Аскании восторжествовали вдвойне. Глава рода Асканий маркграф Оттон I Бранденбург, сын Альберта Медведя и двоюродный брат Генриха Льва по матери, предоставил сильно урезанную территорию, состоящую из разъединённых участков вдоль реки Эльбы (Гадельн около Оттерндорфа, окрестности Лауэнбурга и Виттенберга-на-Эльбе), позднее известную как младшее герцогство Саксония (1180—1296), своему шестому брату, графу Анхальтскому Бернгарду, ставшему герцогом Бернгардом III Саксонским. Кроме титула герцога Саксонии, Ангрии и Вестфалии, который получал правитель так называемого младшего герцогства Саксонии даже после его династического раздела в 1296 году, эта территория, состоящая из периферийных областей бывшего герцогства Саксонии, имела с ним мало общего. В 1260 году правители младшего герцогства договорились о его разделе с 1296 года на герцогства Саксен-Виттенберг (нем. Herzogtum Sachsen-Wittenberg) и Саксен-Лауэнбург (нем. Herzogtum Sachsen-Lauenburg), последнему из которых принадлежали две разъединённые северные территории, относящиеся к архиепархии Бременской.
Оттон и Бернгард помогли своему второму брату Зигфриду, который с 1168 года провозгласил себя выборным епископом Бременским, занять Бременскую епархию, часть территории которой была превращена в Бременское княжество-архиепископство (нем. Erzstift Bremen). Так Бременское княжество-архиепископство стало одним из государств — преемников бывшего герцогства Саксонии, заняв лишь небольшую часть его территории.
В 1186 году Фридрих I Барбаросса признал город Бремен самостоятельной единицей, выдав ему Гельнгаузенскую привилегию. С согласия князя-архиепископа Гартвига II Утледе император объявил, что город будет управляться своими жителями и им самим, а князь-архиепископ будет воздерживаться от вмешательства в городские дела. Городом Бременом эта привилегия до сих пор рассматривается как установление его статуса Свободного имперского города.
Впоследствии правители княжества-архиепископства и его государства-преемника Бремена-Фердена часто не признавали этот статус города. Бремен не всегда мог настаивать на признании имперского статуса, что привело к его неоднозначному положению. На протяжении большей части своей истории город участвовал в рейхстагах княжества-архиепископства в составе городского сословия и платил налоги, по крайней мере, после заключения договорённостей по налогообложению. Как только он стал крупным налогоплательщиком, его одобрение требовалось для большинства решений. По той же причине Бремен обладал политической и фискальной властью в княжестве-архиепископстве, при этом сам не позволял князю-архиепископу или его представителям распоряжаться в городе без своего разрешения.
После того как бременский соборный капитул, контролировавший трёх гамбургских каноников, имевших право участвовать в выборах, в 1207 году избрал архиепископом смещённого епископа Шлезвигского Вальдемара, декан бременского собора Бурхард Штумпенгузен, выступавший против этого избрания, направился в Гамбург, в то время находившийся под датским влиянием. Король Вальдемар II Датский, находившийся в неприязненных отношениях с двоюродным братом своего отца, архиепископом Вальдемаром, добился того, что в начале 1208 года гамбургский капитул избрал Бурхарда антиархиепископом. За отсутствием папской поддержки король Вальдемар II сам назначил его архиепископом Бурхардом I, но признан он был лишь землями к северу от Эльбы.
В 1219 году бременский капитул снова проигнорировал гамбургских каноников, опасаясь их приверженности датчанам, и избрал архиепископом Гебгарда Липпе. В 1223 году архиепископ Гебгард примирился с гамбургскими канониками и подтвердил, что трое из них (глава капитула — настоятель кафедрального собора, декан и учитель, ответственный за обучение в приходской школе) имели право избирать бременского архиепископа вместе с бременским капитулом. В 1224 году папа римский Гонорий III утвердил это решение, сохранив сосуществование двух капитулов.
Укреплённый город Бремен имел свою собственную стражу, которая не позволяла солдатам княжества-архиепископства проходить внутрь. В городе сохранялись очень узкие ворота, т. н. Епископская игла (лат. Acus episcopi, впервые упоминаются в 1274 году), через которые проходило всё духовенство, включая князя-архиепископа. Узкие ворота делали невозможным проход через них в сопровождении рыцарей, поэтому князь-архиепископ более предпочитал проживать за пределами города: сначала в Бюккене, а позднее в замке Фёрде, который в 1219 году стал основной крепостью князя-архиепископа Герхарда II Липпе.
Капитулы бременского собора и часть администрации располагались внутри городских стен в неприкосновенном квартале рядом с собором св. Петра, имевшем экстерриториальный статус (нем. Domfreiheit, букв. «соборная свобода»), где городской совет старался не распоряжаться. Гамбургский собор с домом капитула и жилыми дворами образовывал квартал соборной неприкосновенности и от самого Бременского княжества-архиепископства.

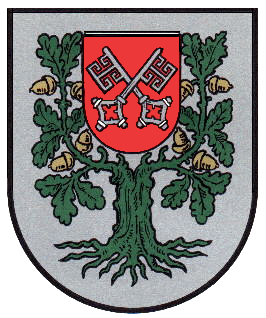
В основе герба бременского города Хаген-им-Бремишена лежит герб Бременского княжества-архиепископства

 Ключ — символ святого Симона-Петра — стал символом города Бремена (см. герб Бремена), Бременского княжества-архиепископства (два скрещенных серебряных или золотых ключа в красном поле, находился слева на печати Бремена-Фердена) и бременского города Штаде.
Территория Бременского княжества-архиепископства состояла из нескольких частей. Единственным, что их объединяло, было то, что прежние архиепископы, каноники или капитул приобрели в них определённую светскую власть путём покупки, применения насилия, узурпации, в качестве благодарности, залога, пожертвования и т. д. Прежние органы власти архиепископства не смогли ни в одной местности получить полной судебной, наследственной, приходской, фискальной или феодальной власти. Почти повсеместно управление делилось с одной или несколькими группами, конкурирующими за власть: например, аристократами, духовными сановниками других епархий, независимыми корпорациями свободных крестьян (нем. Landsgemeinden) или привилегированными городами. По этой причине власти архиепископства обычно разделяли его территорию на различные единицы в соответствии с характеристиками власти, которой они в них обладали: графство, приход, округ бейлифа или наследственный округ.
Территория бывшего Бременского княжества-архиепископства занимала современные нижнесаксонские районы (нем. Landkreis, Kreis) Куксхафен (южная часть), Остерхольц, Ротенбург и Штаде, а также бременский город-эксклав Бремерхафен и в 1145—1526 годах — шлезвиг-гольштейнский район Дитмаршен. Город Бремен до 1646 года юридически был частью епархии, но с 1313 года де-факто управлялся своими горожанами и не разрешал князю-архиепископу иметь свою резиденцию внутри городских стен. По этой причине князь-архиепископ переехал в Фёрде. Территория бывшего княжества-архиепископства Ферденского находилась примерно в восточной части современного района Фердена и в южной части района Ротенбурга в Нижней Саксонии.

#### Устройство и политика княжества-архиепископства
Во внутренней политике власти архиепископства, а именно князь-архиепископ и соборный капитул, должны были найти пути взаимодействия с другими политическими силами, которые постепенно превращались в епархиальных сословных представителей (нем. Stiftsstände), в большей степени совещательный орган, но полноправно принимающий решения по финансовым и налоговым вопросам. Сословные представители также не были однородной силой и часто спорили друг с другом, так как состояли из потомственной аристократии, служилого мелкопоместного дворянства, приходского духовенства, свободных крестьян и жителей имперских городов. Временное соглашение о взаимодействии сословных представителей и властей архиепископства, также не являвшихся однородными, стало квази-конституцией княжества-архиепископства. Однако взаимодействие не ограничивалось закреплёнными нормами поведения. Тогда как сменяющие друг друга архиепископы пытались удалить сословных представителей из числа политических сил, последние боролись за укрепление соглашения и превращение его в настоящую конституцию. Капитул часто колебался между усилением своего влияния, вставая на сторону князя-архиепископа в его борьбе с сословиями, и сдерживанием абсолютистских стремлений князя-архиепископа, сотрудничая с сословными представителями. Все стороны при этом активно пользовались такими методами, как обман, угрозы, обструкционизм, коррупция, политические торги и даже насилие.
В 1542 и 1547—1549 годах капитулу и сословным представителям удавалось свергнуть самодержавного и неэкономного князя-архиепископа Христофора Расточителя, герцога Брауншвейг-Люнебург-Вольфенбюттеля. Капитул главным образом использовал своё влияние, чтобы избирать очень старых кандидатов и таким образом сокращать срок пагубного правления или избирать несовершеннолетних, которых он надеялся со временем подготовить и сделать послушными. Иногда капитул пользовался случаем и растягивал избрание на многие годы, сам оставаясь управляющим органом на время sede vacante. Во время свержения князя-архиепископа Христофора Расточителя капитул правил вместе с сословными представителями, которые в это время стали обладать реальной властью.
Во внешней политике Бременское княжество-архиепископство имело статус имперского владения (нем. Reichsstand) с одним голосом в Сейме (нем. Reichstag) Священной Римской империи. Предварительным условием получения такого статуса была прямая имперская принадлежность правителей или правящих органов, то есть они не должны были подчиняться никакой другой власти, кроме самого императора Священной Римской империи. Кроме того, эти правители или правящие органы (такие как капитулы или городские советы) обладали некоторыми очень важными правами и привилегиями, включая определённую степень независимости в управлении своими территориями.
В пастырско-религиозной деятельности римско-католического духовенства архиепископы возглавляли архиепархию как доминирующую надо всем римско-католическим духовенством региона, включая викарных епископов ольденбург-любекского, ратцебургского и шверинского.

#### Потеря княжеством-архиепископством независимости
Княжество-архиепископство часто страдало от военного преимущества соседей. В отсутствии династичности у князей-архиепископов различного происхождения княжество-архиепископство стало пешкой в руках сильнейшего. Принятие конституции, которая ограничивала бы противоборствующие сословия, сорвалось.
Следующие два столетия были отмечены расколами в церкви и государстве, и несмотря на работу Виндесгеймской и Бурсфельденской конгрегаций, сложились основные условия для Реформации, которая быстро прогрессировала отчасти из-за последнего римско-католического князя-архиепископа Христофора Расточителя, который постоянно конфликтовал с капитулом и сословными представителями. Будучи одновременно и князем-епископом Ферденским, он предпочитал жить в городе Фердене.
К моменту его смерти (1558 год) в княжестве-архиепископстве старому вероисповеданию остались верны лишь в некоторых монастырях в Харзефельде, Химмельпфортене, Лилиентале, Нойенвальде, Остерхольце и Цевене под управлением Бременской архиепархии, а также в Альтклостере с Нойклостером под управлением Ферденской епархии и подчинённых им районах. С 1523 по 1551 годы города Бремен и Штаде распустили все городские монастыри, кроме Св. Марии в Штаде, который около 1568 года был преобразован в лютеранский женский монастырь, и передали их здания под размещение школ, больниц, богаделен и домов престарелых.

#### Эпоха лютеранского управления княжеством-архиепископством
Конституция Священной Римской империи предусматривала, что император мог наделить леном лишь князя-архиепископа, избранного с регалиями, если папа римский утвердил его избрание в соответствующей епархии. Поэтому по умолчанию император мог выдать вассальную индульгенцию (нем. Lehnsindult), действовавшую зачастую лишь в течение нескольких лет, и только затем наделить князя-епископа, избранного с регалиями, легитимностью, ограниченной тем, что избранник мог осуществлять княжескую власть в княжестве-епископстве, нося титул администратора, но не имея права участвовать в сеймах.
Как только жители княжества-архиепископства приняли лютеранство и частично кальвинизм, как и весь город Бремен и территории, находившиеся под его влиянием ниже по течению Везера и в районе Бедеркезы, большинству членов капитула, нанятых горожанами Бремена и сельскими знатными семействами, также пришлось стать кальвинистами и лютеранами. По этой причине члены капитула предпочитали избирать кандидатов-протестантов. Бременским избранникам на эту должность лишь изредка удавалось получить имперскую вассальную индульгенцию.
Многие княжеские роды: Вельфы (Брауншвейги и Люнебург-Вольфенбюттели), Никлотинги (Мекленбург-Шверины), Веттины (курфюрст Саксонии) и Аскании (Саксен-Лауэнбурги) — надеялись возглавить архиепархию. Перед избранием нового князя-архиепископа капитул требовал некоторого времени на управление княжеством-архиепископством согласуясь с сословными представителями (как в 1566—1568), чтобы оценить все возможности.
В 1524 году княжество-архиепископство подчинило себе независимую фермерскую республику земли Вурстен, но вурстенцы всё же надеялись на своё освобождение и поддержку соседнего саксен-лауэнбургского эксклава в земле Гадельн. В итоге 17 февраля 1567 года капитул избрал князем-архиепископом герцога Генриха III Саксен-Лауэнбурга (1550—1585, правил с 1568). Его отец Франц I, в свою очередь, отказался от всех саксен-лауэнбургских притязаний на землю Вурстен и район Бедеркезы и отозвал иск, который он подал ранее в Имперский камеральный суд.
В своей предвыборной капитуляции Генрих III обязывался признавать права сословий и существовавшие законы. В силу своего несовершеннолетия он соглашался, что княжеством-архиепископством будут править капитул и сословные представители. В это время он должен был направить свои усилия на получение папского подтверждения своего избрания. Де-факто он возглавил архиепархию в 1568 году, получил имперскую вассальную индульгенцию в 1570 году, а де-юре капитул исполнял его обязанности вплоть до 1580 года, чтобы не осложнить папское подтверждение, которое он так и не получил.
Несмотря на то что Максимилиан II считал Генриха III настоящим католиком, папа Сикст V сомневался в этом. Генрих III был воспитан как лютеранин, но получил католическое образование и до своего избрания служил католическим каноником Кёльнского собора. Раскол не был столь очевиден, как это выглядит спустя несколько веков. Папский престол всё ещё надеялся, что Реформация будет лишь временным явлением, а его сторонники по-прежнему ожидали от римской церкви реформ, чтобы избежать возможность раскола.
Сикст V иногда проверял Генриха III, требуя продолжить назначать католических кандидатов на вакантные места бременского капитула, и тот временами соглашался с этим, временами отказывался это делать, хотя ему самому удалось избраться капитулами Оснабрюкского (1574—1585) и Падерборнского княжеств-епископств (1577—1585), так никогда и не получив папского подтверждения. В 1575 г. Генрих III женился в Хаген-им-Бремишене на Анне Бройх (или Борх).
Во внутренней политике Генрих III улаживал долговое наследство своего предшественника Христофора Расточителя. В 1580 году Генрих ввёл в княжестве-архиепископстве лютеранскую церковную конституцию. Таким образом Генрих III слагал с себя пастырские обязанности римско-католического епископа. В 1584 году папский престол учредил римско-католические скандинавские миссии — попытку пастырского попечения и миссионерства в регионе, где де-факто не функционировали Бременская и Лундская архиепархии. В 1622 году скандинавскими миссиями ведали в Congregatio de Propaganda Fide в Риме. Папский престол поручил апостольскому нунцию в Кёльне Пьетро Франческо Монторо курировать скандинавские миссии в том числе и в Бременском, и в Ферденском княжествах-архиепископствах. В 1667 году папский престол продолжил развитие скандинавских миссий, учредив Апостольское наместничество скандинавских миссий.
22 апреля 1585 года Генрих III скончался в своей резиденции в Беферштедтермюлене после несчастного случая при поездке верхом. После преждевременной смерти Генриха, повлияв на бременский капитул, избрания своего сына Иоганна Адольфа Шлезвиг-Гольштейн-Готторпа (1575—1616) добился герцог Адольф Шлезвиг-Гольштейн-Готторп. С этой целью Адольф заплатил 20 000 рейхсталеров и обещал помочь с возвращением Дитмаршена в состав княжества-архиепископства.
При избрании в 1585 году Иоганн Адольф обещал в обязательной предвыборной капитуляции, что он будет признавать права капитула, а также существующие законы и что будет пытаться за свой счёт получить либо папское подтверждение, либо (в случае его неудачи в этом) имперскую вассальную индульгенцию. С 1585 по 1589 годы за малолетством Иоганна Адольфа княжеством-архиепископством управляли капитул и сословные представители.

#### Княжество-архиепископство в ходе Тридцатилетней войны (1618—1648)
В начале Тридцатилетней войны княжество-архиепископство сохраняло нейтралитет, как и большинство территорий Нижнесаксонского круга. После 1613 года король Кристиан IV Датский и Норвежский, также являвшийся по личной унии герцогом гольштейнским в Священной Римской империи, направил силы на расширение владений, приобретя Бременское, Ферденское, Минденское и Хальберштадтское княжества-епископства.
Он умело воспользовался страхом германских протестантов после битвы на Белой Горе 1620 года, чтобы получить от бременского капитула и администратора герцога Иоганна Фридриха Шлезвиг-Гольштейн-Готторпа, его троюродного брата, права коадъютора Бременской епархии для своего сына Фредерика, впоследствии кронпринца датского (в сентябре 1621 года). Коадъюторство обычно подразумевало право унаследовать епархию. Похожее соглашение было заключено в ноябре в отношении Ферденского княжества-епископства с его капитулом и администратором Филиппом Сигизмундом. В 1623 году сын Кристиана унаследовал епархию у Филиппа Сигизмунда под именем администратора Ферденского княжества-епископства Фридриха II, но уже в 1626 году уступил её войскам Католической лиги под начальством графа Иоганна Церкласа Тилли.
В ноябре 1619 года герцог гольштейнский Кристиан IV Датский уже расположил датские войска в бременском городе Штаде формально от имени своего сына, где тот являлся наследником администратора, и подавил беспорядки среди его бюргеров.
В 1620 году Христиан Младший, титулярный герцог Брауншвейг-Люнебург-Вольфенбюттель, лютеранский администратор Хальберштадтского княжества-епископства, потребовал, чтобы лютеранское Бременское княжество-архиепископство присоединилось к военной коалиции Евангелической унии. Администратор и сословия княжества-архиепископства собрались на сейме и объявили верность их территории императору Священной Римской империи Фердинанду II и свой нейтралитет в этом конфликте.
С датскими войсками на своей территории и требованием Христиана Младшего администратор Иоганн Фридрих отчаянно пытался избавить своё княжество-архиепископство от войны, имея в этом вопросе полную поддержку сословий и города Бремена. Когда в 1623 году Республика Соединённых провинций, ведущая Восьмидесятилетнюю войну за свою независимость от испанских и имперских сил Габсбургов, потребовала у кальвинистского города Бремена присоединиться к своим единоверцам, тот отказался, хотя всё же начал обновление своих укреплений.
В 1623 году территории, входившие в Нижнесаксонский округ, решили завести свою армию, чтобы поддерживать вооружённый нейтралитет, так как войска Католической лиги уже вели действия в соседнем Нижнерейнско-Вестфальском округе и опасно приблизились к их границам. Сопровождавшие военные действия фальшивомонетничество и дороговизна уже привели к инфляции в регионе. Население страдало от постоя и содержания баден-дурлахских, датских, хальберштадтских, католических и пфальцских войск, перемещение которых по княжеству-архиепископству приходилось терпеть, чтобы не навлечь вооружённый конфликт.
В том же 1623 году Республика Соединённых провинций, дипломатически поддерживаемая королём Англии, Ирландии и Шотландии Яковом I, зятем Кристиана IV Датского, начала новую антигабсбургскую кампанию. Таким образом, войска Католической лиги были заперты, а княжество-архиепископство, казалось, было в безопасности. Но вскоре к северу устремились имперские войска Альбрехта Валленштейна, имевшие целью уничтожить ослабевавший Ганзейский союз, чтобы подчинить ганзейские города Бремен, Гамбург и Любек и установить монополию в торговле на Балтике, которой должны были управлять имперские фавориты из числа испанцев или поляков. В планах было заручиться поддержкой Швеции и Дании, которые издавна пытались разрушить Ганзейский союз.
В мае 1625 года гольштейнский герцог Кристиан IV Датский был избран территориями Нижнесаксонского округа главнокомандующим нижнесаксонскими войсками. Было призвано и подлежало расквартированию и снабжению на нижнесаксонских территориях, в том числе в княжестве-архиепископстве, большее количество солдат. В том же году Кристиан IV присоединился к англо-нидерландской военной коалиции. В 1625 году Тилли предостерёг князя-архиепископа Иоганна Фридриха от продолжения постоев датских войск, а император Священной Римской империи Фердинанд II потребовал немедленно расторгнуть союз Бремена и Фердена с Данией, хотя сын Кристиана, Фридрих, уже управлял Ферденом и был наследником Иоганна Фридриха в Бремене. Последний подтвердил как свою верность императору, так и нейтралитет в конфликте. Но всё было напрасно.
Теперь Кристиан IV приказал своим войскам захватить все важные транспортные узлы княжества-архиепископства и 27 августа 1626 году вступил в битву при Луттере-на-Баренберге, в которой потерпел поражение от католических войск под руководством Тилли.

### Дальнейшая история княжества-епископства после 1648 года
О дальнейшей истории см. статью о герцогстве Бременском и княжестве Ферденском, управлявшимися коллегиально (1648—1823). Также см. статью об округе Штаде (1823—1978), который возник путём основания Штаденского округа высокого бейлифа в 1823 году, включавшего территории бывших герцогств Бременского и Ферденского и земли Гадельн.

#### Реорганизация римско-католической церкви на территории бывших Бременских архиепархии и княжества-архиепископства
В 1824 году бывшая бременская епархиальная территория была разделена между ещё существовавшими на тот момент соседними епархиями Оснабрюкской, Мюнстерской и Хильдесхаймской (последняя из которых в настоящее время занимает именно территорию бывшего княжества-архиепископства), за исключением преимущественно кальвинистского Свободного ганзейского города Бремена с окрестностями, который продолжал курироваться римско-католическим Апостольским наместничеством Северных миссий. Свободный ганзейский город Бремен вошёл в состав Оснабрюкской епархии лишь в 1929 году, после ликвидации в том же году Апостольского наместничества.

## Монастыри на территории княжества-архиепископства
1. Альтклостер: бенедиктинский Старый женский монастырь свв. Марии и Лаврентия, существовавший с 1197 по 1648 гг., относился к Ферденской епархии
2. Бремен: доминиканский бременский мужской монастырь св. Екатерины, существовавший с 1225 по 1528 гг., относился к Бременской архиепархии
3. Бремен: францисканский мужской монастырь св. Иоанна, существовавший с 1225 по 1528 гг., относился к Бременской архиепархии
4. Бремен: бенедиктинский мужской монастырь св. Павла, существовавший с 1050 по 1523 гг., относился к Бременской архиепархии
5. Лилиенталь: цистерцианский женский монастырь св. Марии в Долине лилий, существовавший с 1232 по 1646 гг., относился к Бременской архиепархии
6. Лунден: францисканский мужской монастырь, существовавший с 1517 по 1536 гг., относился к Гамбургскому подкапитулу Бременской архиепархии; после 1526 г. перестал подчиняться светскому княжеству-архиепископству
7. Мельдорф: доминиканский мужской монастырь Мариенау, существовавший с 1380 по 1540 гг., относился к Гамбургскому подкапитулу Бременской архиепархии; после 1526 г. перестал подчиняться светскому княжеству-архиепископству
8. Нойенвальде: бенедиктинский женский монастырь Креста Господня, существовавший с 1219 г., до 1648 г. относился к Бременской архиепархии
9. Нойклостер: бенедиктинский Новый женский монастырь, существовавший с 1270-х по 1647 гг., относился к Ферденской епархии
10. Остерхольц: бенедиктинский женский монастырь в Остерхольце, существовавший с 1182 по 1650 гг., относился к Бременской архиепархии
11. Харзефельд: бенедиктинское Архиаббатство монахов, существовавшее с 1104 по 1648 гг., свободное
12. Хеммингштедт: бенедиктинский женский монастырь св. Марии, существовавший с 1502 по 1537 гг., относился к Гамбургскому подкапитулу Бременской архиепархии; после 1526 г. перестал подчиняться светскому княжеству-архиепископству
13. Химмельпфортен: цистерцианский женский монастырь Порта-Кели, существовавший уже в 1255 и по 1647 гг., относился к Бременской архиепархии
14. Цевен: бенедиктинский Цевенский женский монастырь, существовавший до 986 г. и по 1650 гг., относился к Бременской архиепархии
15. Штаде: бенедиктинский мужской монастырь Девы Марии, существовавший с 1141 по 1648 гг., относился к Бременской архиепархии
16. Штаде: францисканский мужской монастырь св. Иоанна, существовавший с XIII по XVI вв., относился к Бременской архиепархии
17. Штаде: премонстрантский мужской монастырь св. Иоанна, существовавший с 1132 по примерно 1527 гг., относился к Бременской архиепархии

## Выдающиеся люди из Бременских архиепархии и княжества-архиепископства
Ниже представлен список выдающихся людей, которые родились, умерли, жили или работали в архиепархии или княжестве-архиепископстве Бремена. В него не входят руководители епископства, выделенные в отдельную статью.
- Адам Бременский (до 1050 — ок. 1081) — римско-католический каноник и историограф
- Альберт Буксгевден (ок. 1165—1229) — римско-католический епископ рижский и Терры Марианы, проживал в Риге, которую основал в 1201 г.
- Альберт Штаденский (ок. 1187 — после 1265) — аббат штаденского монастыря св. Марии и летописец
- Бонавентура Борхгрефинг (ум. не позднее 1596) — старший дирижёр при дворе в Копенгагене
- Иоганн Борнемахер (ум. 1526) — римско-католический, а впоследствии лютеранский богослов, мученик
- Гертруд фон дем Браке (ум. во второй половине XV в.) — римско-католическая настоятельница Нойклостера
- Эмма Лезумская (также Имма из Штипеля; ок. 975/980 — 1038) — покровительница римско-католической церкви в регионе, римско-католическая святая
- Августин Гетелен (конец XV в. — 1556) — противоречивый римско-католический доминиканский богослов в Копенгагене
- Гергард Галепаге (ок. 1430—1485) — римско-католический священник, реформатор церкви и монастырей
- Христоф Иссендорф (1529—1586) — лютеранский наследственный виночерпий княжества-епископства, стражник Фёрде
- Генрих Цютфен (1488—1524) — римско-католический монах-августинец, впоследствии протестантский реформатор в городе Бремене